# Pizzone
Pizzone ist eine italienische Gemeinde (comune) in der Provinz Isernia in der Region Molise im Apennin mit 301 Einwohnern (Stand 31. Dezember 2023). Die Gemeinde liegt etwa 18 Kilometer nordwestlich von Isernia am Nationalpark Abruzzen, Latium und Molise und am Volturno und grenzt unmittelbar an die Provinzen Frosinone (Latium) und L’Aquila (Abruzzen).

## Geschichte
Die Gegend um Pizzone war bereits in vorchristlicher Zeit besiedelt. Im Chronicon Volturnense wird Pizzone erstmals im 9. Jahrhundert erwähnt.

## Verkehr
Durch die Gemeinde führt die Strada Statale 158 della Valle del Volturno von Alfedena nach Caiazzo.